# Rifugio Ciampedie
De Rifugio Ciampedie (Duits: Ciampedie-Hütte) is een berghut in de gemeente Vigo di Fassa in de Italiaanse provincie Trente.
De berghut, gelegen op een hoogte van 2000 meter, behoort toe aan de Società Alpinisti Tridentini (SAT), een Italiaanse alpenvereniging en werd als een van de eerste berghutten gebouwd in de Catinaccio, een subgroep van de Dolomieten. Het eerste blok van de hut werd nog gebouwd door de sectie Leipzig van de Deutsche und Österreichische Alpenverein (DuÖAV). Na de grenswijzigingen als gevolg van het Verdrag van Saint-Germain na de Eerste Wereldoorlog ging de hut in 1919 over in de handen van de SAT. De 27 slaapplaatsen in de Rifugio Ciampedie zijn enkel gedurende de zomermaanden beschikbaar. Nabijgelegen berghutten zijn onder andere de Rifugio Catinaccio (1949 meter), de Rifugio Gardeccia (1949 meter), de Rifugio Roda di Vaèl (2280 meter) en de Rifugio Stella Alpina (1972 meter).